# Paroodectes feisti
Paroodectes feisti és una espècie de mamífer carnivoraforme extint que visqué durant l'Eocè mitjà. Se n'han trobat restes fòssils a Alemanya.